# Phyllodactylus papenfussi
Phyllodactylus papenfussi — вид геконоподібних ящірок родини Phyllodactylidae. Ендемік Мексики. Вид названий на честь американського герпетолога Теодора Папенфусса. Описаний у 2009 році.

## Опис
Phyllodactylus papenfussi є одним з найменших представників свого роду.

## Поширення і екологія
Phyllodactylus papenfussi є ендеміком штату Герреро на південному заході Мексики.